# Xenasteia hardyi
Xenasteia hardyi är en tvåvingeart som beskrevs av Ismay 2003. Xenasteia hardyi ingår i släktet Xenasteia och familjen Xenasteiidae. Inga underarter finns listade i Catalogue of Life.